# São Paulo de Olivença (ort)
São Paulo de Olivença är en ort i delstaten Amazonas i nordvästra Brasilien. Den är huvudort i en kommun med samma namn och folkmängden uppgick till cirka 13 000 invånare vid folkräkningen 2010. Orten är belägen längs Amazonfloden och har en flygplats i den östra utkanten.